# إلي وارنر
إلي وارنر هو سياسي أمريكي، ولد في 24 مايو 1785، وتوفي في 23 أكتوبر 1872.